# Колос (футбольный клуб, Покровское)
«Колос» — российский футбольный клуб из села Покровское Ростовской области. В 1996—1998 и 2003 годах представлял Таганрог. Участник первенства России 1996 г. (3-я лига), 1997 г. (КФК). Участник первенства Таганрога 1998 г. Участник первенства Ростовской области по мини-футболу 2004 г.
Наилучшее достижение в первенстве России — 3-е место в 2-й зоне третьей лиги в 1996 году.

## Прежние названия
- 1996 — «Авангард-Колос» (Таганрог)
- 1996—1997, 2003 — «Колос» (Таганрог)
- 1997 — «Колос» (Покровское)
- 1998 — «Спартак» (Таганрог)
- 2006 — «Колос-Бескиды» (Покровское)

## История клуба

### 1996 год: «Авангард-Колос» Таганрог
24, 26 января: вновь созданная команда проводит два первых товарищеских матча; дважды подряд со счетом 2:1 повержена команда первой лиги «Колос» Краснодар.
26 апреля дебютировала в первенства России среди команд 2 зоны 3 лиги. В матче в хуторе Баранниковском против «Кубани» Славянск-на-Кубани «Колос» добился ничьей 1:1. Автором первого забитого мяча команды стал Сергей Седов. 29 апреля — первая победа «Колоса» в матче в Новороссийске против «Черноморца-2» 2:0. 17 июля «Колос» одержал самую крупную победу в истории — в домашнем поединке АПК Морозовск был разгромлен со счетом 7:0. 26 сентября произошла смена главного тренеры. Бориса Синицына сменил Валентин Хахонов. 23 октября состоялся решающий матч турнира за третье призовое место. Обыграв «Кубань» Славянск-на-Кубани 3:2, «Колос» обеспечил себе бронзовые медали зонального турнира.
В октябре пресс-центр ФК «Колос» провёл среди любителей футбола опрос по выявлению лучшего футболиста клуба. По мнению болельщиков, лучшим футболистом «Колоса»-96 стал белорусский нападающий Игорь Фролов. На втором месте в опросе форвард Сергей Седов, на третьем — вратарь Игорь Осипчук.
В ноябре на конференции ПФЛ команда была награждена бронзовыми медалями.

### 1997 год: «Колос» Покровское
В апреле «Колос» готовился к участию в первенстве России среди команд 2-й зоны 3-й лиги. Накануне старта турнира 25 апреля команда из-за финансовых проблем снялась с розыгрыша. Команда сменила прописку и под названием «Колос» Покровское была включена в состав участников зоны «Юг» 4-й лиги. 4 мая в стартовом поединке «Колос» со счетом 2:0 в Большой Неклиновке обыграл новочеркасскую «Энергию». 29 мая главным тренером стал Владимир Славинский.
1 июня домашним стадионом «Колоса» стал таганрогский «Металлург». 22 июня после двух побед и одной ничьей «Колос» уступил в Морозовске АПК 1:4. После этого матча главным тренером команды был назначен её капитан Алексей Середа. 15 августа — самая крупная победа в выездном матче: «Домбай» Карачаевск — «Колос» — 1:5. 31 августа в домашнем поединке против ростовского «Интера» (4:2) Владимир Волков впервые в истории команды забил 3 мяча. По итогам турнира команда заняла 3 место.
Кубок России среди команд спортивных и футбольных клубов предприятий и учреждений
2 июня первым соперником «Колоса» в розыгрыше Кубка Юга России в 1/4 финала должен был стать «Уралан-2», но элистинцы отказались от поединка.
6 августа в первом полуфинальном матче в Котово «Колос», выступая вторым составом, проиграл местному «Нефтянику» 1:4. 13 августа в ответном поединке в Таганроге «Колос» победил 5:1 и вышел в финал. В полуфинальном матче Владимир Волков записал на свой счет первый хет-трик в истории клуба.
27 августа в первом финальном поединке в Астрахани против местного «Судостроителя» «Колос» уступил 1:2. 3 сентября в ответном поединке «Колос» на 77 минуте забил мяч. Арбитр матча С. Хачатуров, зафиксировавший взятие ворот, был атакован астраханцами. В. Спирин ударом ноги свалил арбитра на траву, его партнеры стали избивать лежащего ногами. Тренер «Судостроителя» А. И. Колосов увёл команду с поля. За неспортивное поведение команде «Судостроитель» было засчитано поражение. «Колос» стал обладателем Кубка Юга России.
С 26 по 28 сентября в Таганроге был проведён финальный турнир Кубка России среди команд спортивных и футбольных клубов, предприятий и учреждений. «Колос», обладатель Кубка зоны «Сибирь» ДЮСШ «Юность» Красноярск и сильнейший клуб зоны «Черноземье» «Газовик» Острогожск в однокруговом турнире определили обладателя Кубка России. В первом матче «Колос» сыграл вничью с «Газовиком» 1:1. На следующий день ДЮСШ «Юность» обыграла «Газовик» 2:0. В решающем матче «Колос» обыграл ДЮСШ «Юность» 5:0, Алексей Середа забил четыре мяча. 17 футболистам «Колоса» было присвоено звание «Кандидат в мастера спорта России».
С 16 по 21 октября «Колос» как обладатель Кубка России среди любительских команд принял участие в финальном турнире первенства 4-й лиги в Ивановской области, на котором разыгрывались 6 путевок во Вторую лигу. В первом поединке «Колос» уступил анапскому «Альянсу» 0:5, во втором — воскресенскому «Гиганту» 0:2. Обыграл райчихинский «Горняк» 2:0, сыграл вничью с астраханским «Судостроителем» 3:3. Набрав 4 очка, «Колос» занял в своей подгруппе 3-е место и вошёл в число шести победителей турнира.
В октябре пресс-центр ФК «Колос» провёл очередной опрос любителей футбола по выявлению лучшего футболиста клуба. По мнению болельщиков, лучшим футболистом «Колоса» в сезоне-97 стал Алексей Середа. На втором месте в опросе Владимир Волков, на третьем — Владимир Шершнев.

### 1998 год: «Спартак» Таганрог
В мае, после того как стало известно, что отсутствие собственного стадиона не позволит «Колосу» пройти лицензирование для участия в первенстве России, было принято решение о том, что команда под новым названием «Спартак» будет бороться за победу в первенстве Таганрога.
21 октября, обыграв со счетом 2:0 «Энергию», «Спартак» за тур до финиша завоевал звание чемпиона Таганрога.
1-8 ноября «Спартак» принял участие в розыгрыше Кубка федерации футбола Таганрога. Последовательно обыграв вторые команды Таганрога («Котлостроитель-Таможенник» 4:1) и Неклиновского района («Приморец» Приморка 8:2) и бронзового призёра городского первенства («Металлург» 2:1), «Спартак» вышел в финал, обыграл «Энергию» 1:0.
В ноябре пресс-центр ФК «Спартак» провёл опрос болельщиков команды по выявлению лучшего футболиста клуба в 1998 г. По мнению поклонников команды им становится Владимир Волков (88 очков). На втором месте — Алексей Середа (78), на третьем — Владимир Лободенко (37).

## Достижения
- Бронзовый призёр первенства России 1996 г. среди команд 2 зоны 3 лиги.
- Третий призёр первенства России 1997 г. среди команд 9 зоны («Юг») 4 лиги.
- Финалист первенства России среди команд 4 лиги 1997 г.
- Обладатель Кубка России среди команд спортивных и футбольных клубов, предприятий и учреждений 1997 г.
- Обладатель Кубка Юга России 1997 г.
- Чемпион Таганрога 1998 г.
- Обладатель Кубка федерации футбола Таганрога 1998 г.
- Третий призёр Кубка 300-летия Таганрога 1998 г.
- Бронзовый призёр чемпионата Ростовской области по мини-футболу 2004 г.

## Клубные рекорды
- Самая крупная победа в чемпионатах страны - 7-0 (АПК Морозовск — 1996 г.).
- Самая крупная победа на выезде - 5-1 («Домбай» Карачаевск — 1997 г.).
- Самая крупная победа в первенстве Таганрога - 11-1 (ПМК Таганрог — 1998 г.).
- Самое крупное поражение - 0-5 («Альянс» Анапа −1997 г.).
- Самое крупное поражение в первенстве Ростовской области - 0-6 («Водник» Ростов-на-Дону, «Мир-Донгаздобыча» Сулин — 2006 г.).
- Лучший бомбардир клуба - Владимир Волков (40 забитых мячей).
- Рекордсмен результативности клуба за сезон - Сергей Седов (15 забитых мячей в 1996 г.).
- Наибольшее количество матчей за команду провел Владимир Волков (61).